# Mysidia fulvodorsalis
Mysidia fulvodorsalis är en insektsart som beskrevs av Broomfield 1985. Mysidia fulvodorsalis ingår i släktet Mysidia och familjen Derbidae. Inga underarter finns listade i Catalogue of Life.